# 南通电视塔
32°00′55″N 120°51′36″E / 32.015362°N 120.859891°E
南通广播电视塔，位于江苏省南通市崇川区，塔高193.5米。于1985年8月破土动工，1989年10月基本建成，总投资1300万元。
该塔为上海市民用设计院设计，塔头分成上塔头和下塔头，上塔头为微博机房，含有瞭望厅。塔脚为圆环形二层建筑。1986年11月15日，时任中共中央总书记的胡耀邦参观完电视塔后，并为此题名。